# Rasszolnyik
A rasszolnyik a középkor óta ismert orosz leves, a borscs és a scsí mellett a harmadik legkedveltebb orosz levesnek számít.
A rasszolnyikot évszázadokon át a savanyú uborka levével készítették, csupán a 20. században váltotta fel az uborkalevet részben a citromlé. Mint ilyen savanyú leves, közeli rokonságban van a szoljánkával. A rasszolnyik eredetileg hús nélküli, vegetáriánus leves volt, ma már ismert hússal készített változata is.
A rasszolnyik legalapvetőbb összetevője a savanyú uborka és a krumpli és valamilyen kása (hajdina, köles, árpagyöngy vagy gersli, esetleg rizs). Tesznek bele ezen kívül semleges ízű zöldségnövényeket (sárgarépa, gyökér), és a szokásos fűszernövényeket (bors, babérlevél, kapor, tárkony stb.). A nem vegetáriánus változataiban legtöbbször belsőségekkel egészítik ki. A szoljánkában használt kásának hagyományos jelentősége van. A vegetáriánus szoljánkába hajdinakását vagy rizst használnak, a húsos szoljánkát leginkább köleskásával készítik, a baromfihúshoz a gersli illik a legjobban.